# Onofre Marimón
Onofre Agustín Marimón (Zárate, 19 dicembre 1923 – Nürburg, 31 luglio 1954) è stato un pilota automobilistico argentino di Formula 1, allievo di Juan Manuel Fangio, morto durante le prove del Gran Premio di Germania del 1954.

## Carriera
Figlio del pilota automobilistico Domingo Marimón, il padre era amico e compagno di squadra di Juan Manuel Fangio, che divenne quindi il mentore di Marimón una volta che questi si trasferì in Europa.
Cominciò a gareggiare ad alti livelli in Argentina a partire dal secondo guerra, disputando corse locali. Riuscì a imporsi in una tappa della Turismo Carretera sostituendo il padre, che si era infortunato, e ben impressionò negli appuntamenti del Mecánica Nacional. Impressionato dalle doti del giovane connazionale, Fangio decise di aiutarlo a fare il suo debutto nelle corse europee, facendolo iscrivere al Gran Premio di Francia 1951. La gara non fu fortunata e si concluse con un ritiro. Dopo alcune gare nel vecchio Continente, nel 1952 Marimón tornò in Argentina dove disputò una stagione nel Mecánica Nacional, ben figurando.
Verso la fine della stagione tornò in Europa e divenne pilota ufficiale della Maserati dal 1953, squadra con cui ottenne due terzi posti, di cui uno al debutto al Gran Premio del Belgio 1953 e la vittoria del Gran Premio di Roma 1954, gara non valida per il mondiale. Fu però vittima anche di diversi guasti meccanici, che lo privarono spesso di piazzamenti a punti. In occasione del Gran Premio di Gran Bretagna 1954 fu protagonista di un episodio molto raro, dovuto anche ai sistemi di rilevamento cronometrici del tempo: in quell'occasione il tempo di Marimón risultò identico a quello di altri sei piloti. Il regolamento del tempo prevedeva l'assegnazione di 1 punto per il giro veloce e perciò ognuno dei sette ottenne 0,14 punti. 
Nella stessa occasione, le Maserati, per un disguido organizzativo, non riuscirono ad arrivare in tempo per le prove ufficiali e i piloti del team furono costretti a partire dal fondo della griglia. Marimón, che terminò la gara in terza posizione, riuscì a superare nel primo giro ben ventidue monoposto stabilendo un primato tuttora imbattuto.

### Morte
Marimón rimase ucciso il 31 luglio 1954 durante le prove del Gran Premio di Germania, diventando il primo pilota a decedere in un Gran Premio del Campionato del mondo diverso dalla 500 Miglia di Indianapolis. Nel tentativo di migliorare il suo tempo in qualifica, la sua Maserati andò ad urtare un fosso perdendo così il controllo alla curva Breidscheid vicino all'Adenauer Bridge; dopo aver colpito un albero, si ribaltò diverse volte finché la vettura si fermò in prossimità d'una salita ripida ed insidiosa, con le ruote che continuavano a girare verso l'alto. Un sacerdote si precipitò sull'auto incidentata porgendo in tempo al pilota l'estrema unzione, dopodiché Marimón morì pochi minuti dopo che i soccorritori riuscirono ad estrarre il corpo dalle lamiere. In seguitò s'ipotizzò che l'incidente fosse stato causato dal cedimento dei freni.
La morte di Marimón ridusse la squadra Maserati a quattro piloti. I suoi tempi di prova non erano stati abbastanza soddisfacenti per entrare nella top 5 della gara del giorno dopo. Il suo miglior tempo è stato di 21,3 secondi dietro il tempo record di 9:50.1 stabilito da Fangio.
Marimón stato sepolto nel cimitero di Cosquín, a Córdoba (Argentina).

## Risultati in Formula 1
| 1951 | Scuderia        | Vettura          |  |  |  |     |  |  |  |  |  | Punti | Pos. |
| ---- | --------------- | ---------------- |  |  |  | --- |  |  |  |  |  | ----- | ---- |
| 1951 | Scuderia Milano | Maserati 4CLT/50 |  |  |  | Rit |  |  |  |  |  | 0     |      |

| 1953 | Scuderia                  | Vettura        |  |  |  |   |   |     |     |     |     | Punti | Pos. |
| ---- | ------------------------- | -------------- |  |  |  | - | - | --- | --- | --- | --- | ----- | ---- |
| 1953 | Officine Alfieri Maserati | Maserati A6GCM |  |  |  | 3 | 9 | Rit | Rit | Rit | Rit | 4     | 11º  |

| 1954 | Scuderia                  | Vettura       |     |  |     |     |   |     |  |  |  | Punti | Pos. |
| ---- | ------------------------- | ------------- | --- |  | --- | --- | - | --- |  |  |  | ----- | ---- |
| 1954 | Officine Alfieri Maserati | Maserati 250F | Rit |  | Rit | Rit | 3 | NP† |  |  |  | 4,14  | 13º  |

| Legenda | 1º posto     | 2º posto | 3º posto    | A punti         | Senza punti/Non class.  | Grassetto – Pole position Corsivo – Giro più veloce |
| Legenda | Squalificato | Ritirato | Non partito | Non qualificato | Solo prove/Terzo pilota | Grassetto – Pole position Corsivo – Giro più veloce |